# Quattordici parole

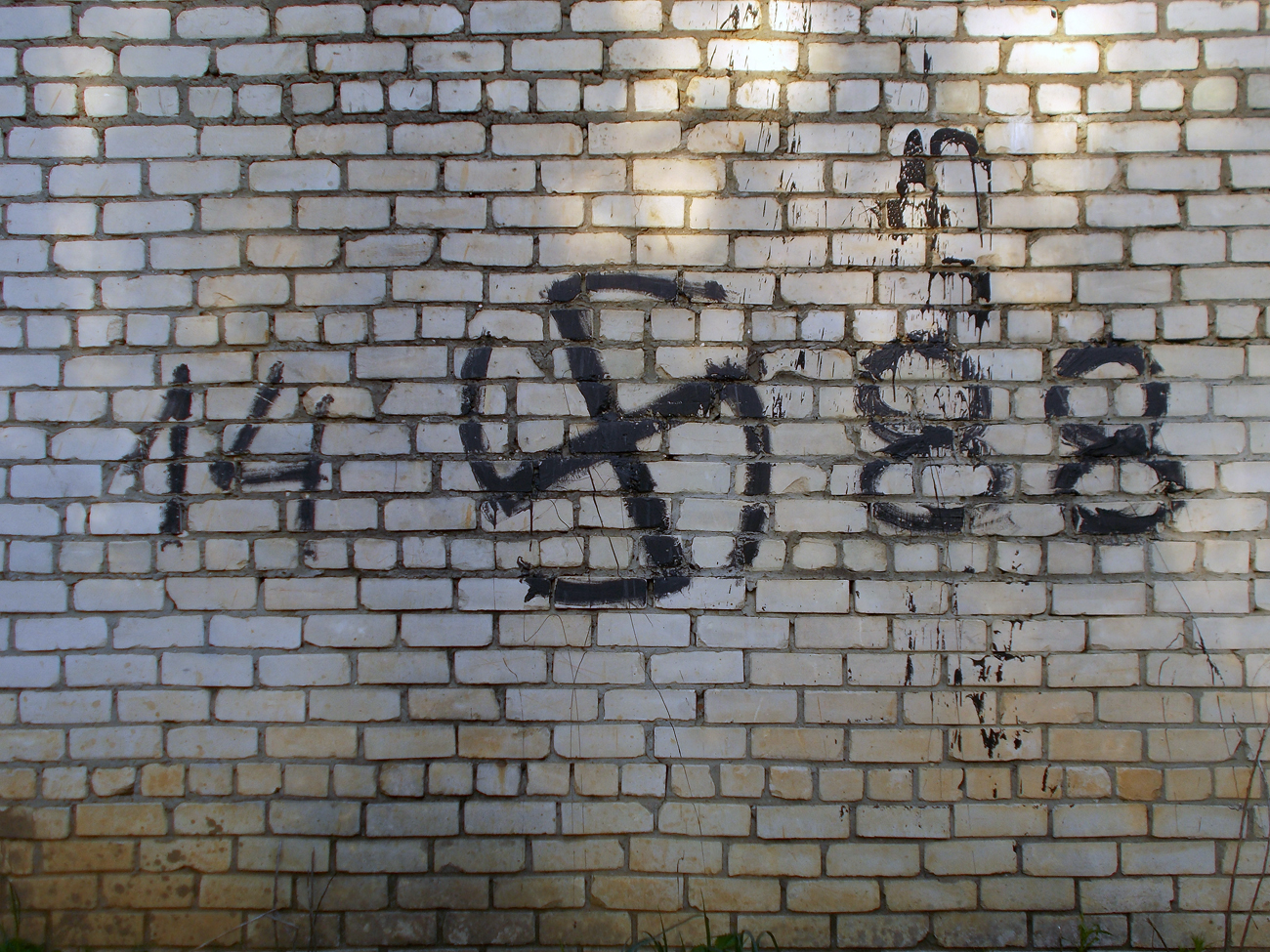
Graffito con i numeri 14 e 88 separati da una svastica

Le Quattordici Parole costituiscono due slogan utilizzati da neonazisti e sostenitori del potere bianco.
I due slogan "We must secure the existence of our people and a future for White children" (dobbiamo assicurare l'esistenza del nostro popolo e un futuro per i bambini bianchi) e "Because the beauty of the White Aryan woman must not perish from the earth." (Poiché la bellezza della donna bianca ariana non deve sparire dalla terra) sono stati coniati da David Lane, un membro di un'organizzazione neonazista The Order.
I due slogan vengono indicati semplicemente con il numero 14 e spesso vengono accostati al numero 88 (14/88). Il numero 88 ha una doppia valenza: esso si riferisce sia agli 88 precetti coniati da David Lane, sia alle 88 parole di un paragrafo situato nell'ottavo capitolo del primo libro del Mein Kampf di Adolf Hitler. 
Oltretutto il numero 8 corrisponde alla lettera H dell'alfabeto inglese, e quindi 88 diventa la sigla HH, acronimo di Heil Hitler.